# SM Entertainment
SM Entertainment (en hangul, 에스엠엔터테인먼트), es una empresa de entretenimiento surcoreana, fundada en 1995 por Lee Soo-man. Es la compañía de varias celebridades de K-pop, con una gran cantidad de seguidores. SM ha liderado el Hallyu, también conocido como la ola coreana.
Es la agencia de varios artistas surcoreanos como BoA, TVXQ, Super Junior, Girls' Generation, SHINee, EXO, Red Velvet, NCT, Aespa, entre otros. En Japón, SM Entertainment con Avex Trax cogestiona artistas como Ayumi Hamasaki, Namie Amuro y Koda Kumi, así como artistas de Johnny's Entertainment, Arashi y KAT-TUN.

## Historia

### 1989-2002: Fundación y primera generación de artistas
Después de graduarse de la Universidad Estatal de California, en los Estados Unidos, Lee Soo-man regresó a Corea y estableció «SM Studio» en Apgujeong-dong, Gangnam, Seúl en 1989. La agencia cambió su nombre a SM Entertainment y creó su fondo de capital en febrero de 1995 con Jung Hae-ik como CEO. La agencia desarrolló un sistema de aprendices y produjo una serie de artistas exitosos, incluido el grupo de chicos H.O.T. en 1996, el grupo de chicas S.E.S. en 1997, Shinhwa en 1998, y el dúo de R&B Fly to the Sky en 1999. Kim Kyung-wook se convirtió en CEO de la compañía en 1998.
A principios de la década de 2000, H.O.T. y S.E.S. se disolvieron respectivamente, mientras que Shinhwa también rescindió su contrato con SM y firmó con otra agencia. Grupos como Isak N Jiyeon y Black Beat no obtuvieron tanto éxito como sus predecesores. En 2001, la compañía estableció la sucursal de SM Entertainment Japan en Japón y comenzó a asociarse con el sello discográfico japonés Avex Trax. A finales de 2002, SM recibió el premio Grand Prix en la categoría de exportación musical del Ministerio de Cultura y Turismo de Corea.

### 2000-2005: Afiliaciones y segunda generación de artistas
A principios de la década de 2000 se produjo la disolución tanto de H.O.T. (en 2001) como la de S.E.S. (en 2002), así como la salida de Shinhwa para irse a una nueva agencia, y en los años siguientes, nuevos grupos como el dúo Isak N Jiyeon y el grupo de chicos Black Beat debutaron, pero no lograron la misma popularidad que obtuvieron sus antiguos artistas. En diciembre de 2000, S.M. se afilió a Fandago Korea. En enero de 2001, la compañía fundó una división en el extranjero, S.M. Entertainment Japan. En el mismo tiempo, la empresa fue aprobada para su inclusión en KOSDAQ, y se estableció una afiliación entre S.M. y Avex Trax. Las filiales BM Entertainment y Cid. K Entertainment (donde los grupos de chicas M.I.L.K. y Shinvi firmaron respectivamente) también se formaron, pero más tarde dejaron de funcionar cuando los grupos se disolvieron.
En abril de 2002, las acciones aumentaron en 1 341 180, y en junio, 61 048 adicionales como resultado del capital de terceros. A fines de 2002, S.M. fue galardonado con el Gran Premio del Ministerio de Cultura y Turismo por el Culture Contents for Export Award en música.
En 2003, S.M. se afilió a Starlight Corporation Ltd. y C-Cube Entertainment Corporation. El mismo año, la compañía debutó a la boy band TVXQ. Los años siguientes vieron los debuts de artistas como Trax (2004), The Grace (2005) y Super Junior (2005).

### 2005-2010: Expansión y artistas internacionales
En 2005, Kim Young-min se convirtió en el tercer CEO de la empresa, bajo el cual varios artistas debutaron con el objetivo de promocionar fuera de Corea del Sur. Los artistas que debutaron bajo S.M. en este momento eran la solista china Zhang Liyin (2006), la cantante en J-Min (2007), Girls' Generation (2007), Shinee (2008) y f(x) (2009). En abril de 2008, se formó una subunidad en idioma mandarín de Super Junior, Super Junior-M. En octubre de 2008, S.M. anunció planes para un debut en los Estados Unidos para BoA bajo la filial de la agencia S.M. Entertainment USA.
En mayo de 2008, se formó SM Art Company con Pyo In-bong como co-CEO, con el objetivo de producir obras musicales y de teatro. Su primera producción fue de Xanadu, protagonizada por los miembros de Super Junior, Heechul y Kangin.

### 2010-2012: Asociación con otras empresas
En febrero de 2010, después de dos décadas en la junta directiva, el fundador Lee Soo-man renunció a su puesto para «concentrarse en los negocios de la S.M. en el extranjero, la gestión de nuevas empresas y el desarrollo artístico». En marzo, KMP Holdings se estableció como una empresa conjunta entre S.M. Entertainment, YG Entertainment, JYP Entertainment, Star Empire, Medialine, CAN Entertainment y Music Factory. El primer lanzamiento con KMP Holdings fue el quinto álbum de estudio de Super Junior, Mr. Simple, que marcó el final de la autodistribución de S.M. En mayo, S.M. anunció el mayor beneficio del primer trimestre, con 10 400 millones de wones, un 471% más que en el mismo período del año anterior. Los ingresos brutos fueron de 22 7 mil millones de wones, un aumento del 58% con respecto al año anterior.
En abril de 2011, S.M. Entertainment, YG Entertainment, JYP Entertainment, KeyEast, AMENT y Star J Entertainment se unieron para crear «United Asia Management». En agosto, S.M. se unió a la empresa de medios tailandesa TrueVisions Group para crear «SM True».
En 2012, S.M. debutó al grupo de chicos EXO en dos subunidades para promover tanto en Corea como en China. En febrero, S.M. adquirió la compañía de viajes hawaiana Happy Hawaii y lanzó una nueva iniciativa comercial especializada en viajes y turismo, SMTown Travel, con Kang Jung-hyun como CEO. SMTown Travel ofreció paquetes de conciertos para fanáticos del extranjero que asistieron a los conciertos Super Show 4 de Super Junior en Seúl. En marzo, 47 de los artistas de S.M. incluyendo a Kangta, BoA, TVXQ, CSJH The Grace, Super Junior, Zhang Li Yin, Girls' Generation, Shinee, f(x), Go Ara, Isak y Lee Yeon-hee se convirtieron en accionistas de S.M. Entertainment. Kangta, BoA, y la mayoría de los miembros de Super Junior y Girls' Generation recibieron 680 acciones cada uno (con un valor de alrededor de 27 200 dólares por persona), mientras que los miembros de Shinee y f(x) recibieron 340 acciones cada uno (valor de alrededor de 13 600 dólares para cada uno). En agosto, S.M. celebró S.M.ART EXHIBITION en COEX Convention & Exhibition Center y firmó contratos con Visa y la tarjeta KB para comenzar a imprimir tarjetas para los artistas de S.M. Personalidades de la televisión coreana como Kang Ho-dong y Shin Dong-yup anunciaron que habían firmado contratos exclusivos con el sector de transmisión de S.M., S.M. Culture & Contents (S.M. C&C), visto como una acción de S.M. para expandirse a la televisión. En noviembre, KMP Holdings fue adquirido por KT Music, y en junio de 2013, KT Music absorbió la red de distribución de KMP.

### 2013-presente: Artistas de la tercera generación y academia internacional de K-pop
En 2013, SM C&C adquirió Hoon Media (una compañía de producción dirigida por Lee Hoon-hee, responsable de los programa de KBS, 1 vs 100, Heroines 6, Qualifications of Men y Music Bank) y Woollim Entertainment, un sello discográfico responsable de artistas como Infinite. En enero de 2014, las siete agencias de talentos detrás de KMP Holdings formaron una sociedad colectiva de bonos y compraron el 13.48% de las acciones de KT Music, dejando a la matriz KT Corporation con el 49.99%. En febrero, S.M. adquirió Baljunso, una discográfica independiente fundada en 1991 por Kang Byung-yong. El 1 de agosto, S.M. debutó a Red Velvet, su primer grupo femenino después de f(x) que debutó cuatro años antes.

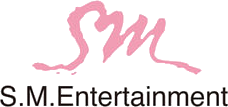
Logo de la compañía usado hasta octubre de 2017.

En agosto de 2015, S.M. se asoció con la empresa de marketing deportivo IB Worldwide para crear Galaxia SM, responsable de la golfista Park In-bee, la gimnasta Son Yeon-jae, y Choo Shin-soo y jardinero derecho de los Texas Rangers. El 6 de noviembre, en el décimo aniversario del debut de Super Junior, S.M. anunció la creación de la propia sub-discográfica del grupo, Label SJ.
En enero de 2016, Lee Soo-man celebró una conferencia en el SM Coex Artium, hablando sobre los planes para debutar una nueva boy band, NCT (Neo Culture Technology), con «integrantes ilimitados». La primera subunidad del grupo, NCT U, lanzó sus primeros sencillos en abril de 2016. A finales de enero, la compañía estableció un restaurante, SMT Seoul y también estableció una serie de tiendas que venden alimentos de marca bajo el nombre «SUM Market» en febrero.
El 11 de febrero de 2016, el consorcio chino Alibaba Group adquirió una participación minoritaria del 4% en S.M. Entertainment por 30 millones de dólares.
El 5 de mayo de 2016, S.M. lanzó el primer sencillo, «Wave» cantado por las integrantes Amber Liu y Luna de f(x), bajo su recién establecida agencia de EDM, ScreaM Records y producido por Xavi & Gi y Electro Mart de E-Mart. ScreaM Records es parte del proyecto New Culture Technology 2016 de S.M., bajo el cual la compañía también ha comenzado el proyecto musical SM Station y una serie de aplicaciones móviles. A fines de 2016, S.M. comenzó a organizar un torneo de League of Legends llamado 2016 «S.M. Super Celeb League», donde sus representantes eran Heechul de Super Junior y Baekhyun de EXO, donde participaron en partidos con jugadores profesionales y aficionados de Corea del Sur y China.
El 16 de febrero de 2017, una fuente de la fuerza de tareas a cargo de la Academia Internacional de K-pop planea abrir en septiembre. La academia ubicada en Gangnam es una empresa de colaboración con la academia privada Jongro Sky. También están en marcha planes para que la escuela sea certificada como un programa alternativo para la educación coreana de una escuela media y secundaria, así como también para la educación secundaria de Estados Unidos.
El canal de YouTube de S.M. Entertainment, SMTOWN, tiene diez millones de suscriptores. Es la mayor cantidad de suscriptores para una compañía musical de Asia.
En marzo de 2017, S.M. adquirió la discográfica independiente Mystic Entertainment, convirtiéndose en el mayor accionista de agencias.
El 28 de diciembre del 2020, SM Entertainment confirmó que harían un concierto en vivo en línea de forma gratuita llamada “SMTown Culture Humanity” para el 31 de diciembre, esto para crear conciencia y transmitir esperanza en el mundo debido a que están pasando un momento difícil por la Pandemia de COVID-19.
El 29 de octubre del 2021, su canal de YouTube sacó su primer video remasterizado de los antiguos y actuales artistas de SM que sacaron sus canciones en los 90s o en los 2000, su primer video fue la canción de H.O.T., Age of Violence de 1996, una versión remasterizada con buena calidad de sonido y video. Fue publicada el 3 de noviembre.

## Artistas

### Grupos
| Debut | Nombre            | Género    | Integrantes | Líder          | Fanclub                    | Estado                                                                             |
| ----- | ----------------- | --------- | --- | -------------- | -------------------------- | ---------------------------------------------------------------------------------- |
| 1996  | H.O.T.            | Masculino | Moon Hee-joon, Jang Woo-hyuk, Tony An, Kangta y Lee Jae-won | Hee Joon       | Club H.O.T./White Angels   | Inactivo                                                                           |
| 1997  | S.E.S.            | Femenino  | Bada, Eugene y Shoo | Bada           | Friends                    | Inactivo                                                                           |
| 1998  | Shinhwa           | Masculino | Eric Mun, Lee Min-woo, Kim Dong-wan, Shin Hye-sung, Jun Jin y Andy Lee | Eric Mun       | Shinhwa Changjo            | Activo, pero se fueron de SM en 2003 para trasladarse a otra compañía discográfica |
| 1999  | Fly to the Sky    | Masculino | Brian Joo y Hwanhee | —              | Fly High                   | Activo, pero se fueron de SM y se cambiaron de compañía en 2004                    |
| 2001  | M.I.L.K.          | Femenino  | Jaeyoung, Bomi, Yumi y Hyunjin | Jaeyoung       | Milky Way                  | Inactivo                                                                           |
| 2002  | Black Beat        | Masculino | Lee So-min, Hwang Sang-hoon, Jung Ji-hoon, Shim Jae-won y Jang Jin-young | Jang Jin-young | Soul Black                 | Inactivo                                                                           |
| 2002  | Isak N Jiyeon     | Femenino  | Jiyeon (Lina) e Isak | —              | —                          | Inactivo                                                                           |
| 2003  | TVXQ              | Masculino | U-Know Yunho, Max Changmin, Hero Jae-joong, Micky YooChun y Xiah Junsu | U-Know Yunho   | Cassiopeia Bigeast         | Activo                                                                             |
| 2004  | Trax              | Masculino | Jay, Jungmo, Minwoo, Jungwoo y Ginjo | Jay            | TRAXian                    | Activo                                                                             |
| 2005  | The Grace         | Femenino  | Lina, Dana, Sunday y Stephanie | —              | Shapley                    | Inactivo                                                                           |
| 2005  | Super Junior      | Masculino | Leeteuk, Heechul, Yesung, Shindong, Sungmin, Eunhyuk, Donghae, Siwon, Ryeowook, Kyuhyun, Hangeng, Kangin y Kibum; Zhou Mi y Henry son integrantes únicamente de Super Junior-M                                                | Leeteuk        | E.L.F (Everlasting Friend) | Activo                                                                             |
| 2006  | Kangta & Vanness  | Masculino | Kangta y Vanness Wu | —              | —                          | Inactivo                                                                           |
| 2007  | Girls' Generation | Femenino  | Taeyeon, Sunny, Tiffany, Hyoyeon, Yuri, Sooyoung, Yoona, Seohyun y Jessica | Taeyeon        | SONE                       | Activo                                                                             |
| 2008  | SHINee            | Masculino | Onew, Key, Jonghyun, Minho y Taemin | Onew           | Shawol                     | Activo                                                                             |
| 2009  | f(x)              | Femenino  | Victoria, Amber, Sulli, Luna y Krystal | Victoria       | MeU                        | Hiatus/stand by                                                                    |
| 2012  | EXO               | Masculino | Xiumin, Suho, Lay, Baekhyun, Chen, Chanyeol, D.O., Kai, Sehun, Kris, Luhan y Tao | Suho           | EXO-L                      | Activo                                                                             |
| 2014  | Red Velvet        | Femenino  | Irene, Seulgi, Wendy, Joy y Yeri | Irene          | ReVeluv                    | Activo                                                                             |
| 2016  | NCT               | Masculino | Johnny, Taeyong, Yuta, Kun, Doyoung, Ten, Jaehyun, Winwin, Jungwoo, Mark, Xiaojun, Hendery, Renjun, Jeno, Haechan, Jaemin, Yangyang, Chenle, Jisung, Sion, Riku, Yushi, Jaehee, Ryo, Sakuya, Taeil, Lucas, Shotaro y Sungchan | Taeyong        | NCTZen                     | Activo                                                                             |
| 2020  | Aespa             | Femenino  | Karina, Giselle, Winter y Ningning | Karina         | MY                         | Activo                                                                             |
| 2023  | Riize             | Masculino | Shotaro, Eunseok, Sungchan, Wonbin, Sohee, Anton y Seunghan | Shotaro        | BRIIZE                     | Activo                                                                             |
| 2025  | Hearts2Hearts     | Femenino  | Carmen, Jiwoo, Yuha, Stella, Juun, A-na, Ian y Ye-on | Jiwoo          | 2SU                        | Activo                                                                             |

### Solistas
| Debut | Artista      | Género    | Fanclub              | Estado   |
| ----- | ------------ | --------- | -------------------- | -------- |
| 2000  | BoA          | Femenino  | : Jumping BoA : SOUL | Activa   |
| 2001  | Kangta       | Masculino | Club K.I.T.          | Activo   |
| 2001  | Dana         | Femenino  | Shapley              | Inactiva |
| 2006  | Zhang Li Yin | Femenino  | —                    | Inactiva |
| 2007  | J-Min        | Femenino  | —                    | Activa   |
| 2014  | Taemin       | Masculino | Taemints             | Activo   |
| 2014  | Zhou Mi      | Masculino | Mitang               | Activo   |
| 2015  | Taeyeon      | Femenino  | —                    | Activa   |
| 2016  | Ryeowook     | Masculino | Ryeoinsomnias        | Activo   |
| 2016  | Yesung       | Masculino | Clouds               | Activo   |
| 2016  | Luna         | Femenino  | —                    | Activa   |
| 2016  | Lay          | Masculino | X'back               | Activo   |
| 2016  | Hyoyeon      | Femenino  | —                    | Activa   |
| 2018  | Yuri         | Femenino  | —                    | Activa   |
| 2018  | Onew         | Masculino | MVP                  | Activo   |
| 2018  | Key          | Masculino | Lockets              | Activo   |
| 2019  | Minho        | Masculino | Flamers              | Activo   |
| 2020  | Suho         | Masculino | —                    | Activo   |
| 2020  | Max Changmin | Masculino | —                    | Activo   |
| 2020  | Kai          | Masculino | —                    | Activo   |
| 2021  | Wendy        | Femenino  | —                    | Activa   |
| 2021  | Joy          | Femenino  | —                    | Activa   |
| 2021  | D.O          | Masculino | Dandanie             | Activo   |
| 2022  | Seulgi       | Femenino  | —                    | Activa   |
| 2023  | Taeyong      | Masculino | —                    | Activo   |
| 2024  | Ten          | Masculino | —                    | Activo   |
| 2024  | Lucas        | Masculino | —                    | Activo   |
| 2024  | Doyoung      | Masculino | —                    | Activo   |
| 2024  | Jaehyun      | Masculino | —                    | Activo   |
| 2024  | Yuta         | Masculino | —                    | Activo   |
| 2024  | Irene        | Femenino  | —                    | Activa   |
| 2025  | Mark         | Masculino | —                    | Activo   |
| 2025  | Seunghan     | Masculino | —                    | Activo   |

### Subunidades y proyectos
| - SM Town (1999-presente) - EXO-K (2012-2014) - EXO-M (2012-2014) - EXO-CBX (2016-hiatus) - EXO-SC (2019-presente) - Girls' Generation-TTS (2012-hiatus) - Girls' Generation-Oh!GG (2018-presente) - The Grace - Dana & Sunday (2011) - Donghae & Eunhyuk (2011-presente) - Super Junior-Happy (2008) - Super Junior-K.R.Y (2006-presente) - Super Junior-M (2008-presente) - Super Junior-T (2007-presente) - NCT U (2016-presente) - NCT 127 (2016-presente) - NCT Dream (2016-presente) - WayV (2019-presente) - Red Velvet - Irene & Seulgi (2020-presente) | - Kim Heechul & Kim Jungmo (M&D) (2011-2019) - SM The Ballad (2010-2014) - SM The Performance (2012-2017) - Toheart (2014) - Younique Unit (2011-2012) - Triple T (2016) - SuperM (2019-presente) - Got the Beat (2022-presente) |

### Actores y actrices
| - Bae Joo-hyun (Red Velvet) - Choi Jin-ri - Choi Jong-yoon - Choi Min-ho (SHINee) - Choi Si-won (Super Junior) - Do Kyung-soo (EXO) - Kim Min-seok (EXO) - Im Yoon-ah (Girls' Generation) - Jung Yun-ho (TVXQ) - Kim Hee-chul (Super Junior) - Kim Ian - Kim Ki-bum (Super Junior) - Kim Jong Woon (Super Junior) - Kim Min-jong - Kim Jong-in (EXO) - Kim Jun-myeon (EXO) - Kim Young-woon (Super Junior) - Krystal Jung (F(x)) | - Kwon Yu-ri (Girls' Generation) - Lee Dong-hae (Super Junior) - Lee Yeon-hee - Oh Se-hun (EXO) - Park Chan-yeol (EXO) - Park Soo-young (Red Velvet) - Shim Bo-hee - Seo Ju-hyun (Girls' Generation) - Victoria Song (F(x)) - Yuta Nakamoto (NCT) - Yoo Ho-jeong - Yoo Da-hoon - Ki Do-hoon - Kim Kwan-soo - Zhou Mi (Super Junior-M) - Na Jae-Min (NCT) - Xiào Déjùn (NCT) - Kim Do-young (NCT) - Jeong Yun Oh (NCT) - Win Win (NCT) |

### Artistas de estudio
| Productores/compositores - Yoo Young-jin - Young-hu Kim - Kenzie - Song Kwang-sik - Hitchhiker - Kangta - Lay Coreógrafos - Gregory Hwang - Shim Jae-won - Shin Soo-jung - Mihawk Back - Rino Nakasone - Kasper | Letristas coreanos - Kenzie - Misfit - Young-hu Kim - Yoo Young-jin - JQ - Jo Yoon-kyung Letristas chinos - Liu Yuan - Wang Yajun - Zhou Weijie - Lin Xinye - T-Crash Pianistas - Song Kwang-sik |

## Antiguos artistas
| - Hyun Jin-young (1990-1993) - Han Dong-joon (1991-1992) - Kim Kwang-jin (1991-1992) - H.O.T. (1996-2001; 2018-2019) - S.E.S. (1997-2002; 2016-2017) - Shinhwa (1998-2003) - Fly to the Sky (1999-2004) - Jang Na-ra (2001-2008) - M.I.L.K. (2001-2003) - Park Hee-von (2001-2003) - Seo Hyun-jin (2001-2003) - Sugar (2001-2006) - Black Beat (2002-2007) - Shinvi (2002-2003) - Isak N Jiyeon (2002-2004) - Kim Isak (2002-2012) - TVXQ - Kim Jae-joong (2003-2009) - Park Yoo-chun (2003-2009) - Kim Jun-su (2003-2009) | - Trax - Kim Jung-woo (2004-2007) - No Min-woo (2004-2006) - The Grace (2005-2010) - Stephanie (2005-2016) - Dana (2001-2020) - Sunday (2005-2021) - Kangta & Vanness (2006-2007) - Super Junior - Han Geng (2005-2009) - Kim Kibum (2004-2015) - Super Junior-M - Henry Lau (2008-2018) - Girls' Generation - Jessica (2007-2015) - Tiffany (2007-2017) - Sooyoung (2007-2017) - Seohyun (2007-2017) - Chu Ga-yeoul (2002-2012) - EXO - Kris (2012-2014) - Luhan (2012-2014) - Tao (2012-2015) - Zhang Liyin (2006-2017) - SHINee - Jonghyun (2008-2017) - F(x) - Sulli (2009-2019) |

## Controversias

### Disputas contractuales

#### JYJ (TVXQ)
A fines de julio del 2009, tres de los miembros del grupo TVXQ, Kim Jae-joong, Park Yoo-chun, y Kim Jun-su llevaron una demanda al Corte del Distrito Central de Seúl para que investigaran la validez de su contrato con S.M. ya que sentían que un contrato de trece años era excesivamente largo y que las ganancias no estaban distribuidas de manera justa entre los integrantes; pero abandonar el grupo les obligaría a pagar sobre 11 billones de wones (alrededor de 9 2 millones de dólares). La noticia de la disputa causó la caída de las acciones de S.M. Entertainment en un 10 06%. Además, 120 000 fanes de TVXQ firmaron una petición contra los contratos esclavizantes de S.M en la Corte del Distrito Central de Seúl, exigiendo también una compensación por la cancelación de un SMTown Live Concert a una semana de que se llevara a cabo.
La corte falló a favor de los tres integrantes. En respuesta, S.M. dio una conferencia de prensa indicando que la demanda era fraudulenta y decidieron apelar. A comienzos de mayo del 2010, se anunció que los tres integrantes, Jaejoong, Yoochun y Junsu, volverían a los escenarios como JYJ bajo el manejo de una nueva agencia, C-JeS Entertainment. La apelación fue negada por la Corte del Distrito Central de Seúl el 17 de febrero del 2011, y la decisión final del caso fue pospuesta indefinidamente hasta una mediación a cargo del departamento de justicia.
El 28 de noviembre del 2012, S.M. Entertainment y JYJ alcanzaron un acuerdo mutuo de terminar todos los contratos envilviendo ambas partes y «no interferir con las actividades del otro en el futuro», concluyendo de esta manera la demanda. S.M. ha dicho que decidieron terminar con la demanda "para evitar causar un daño adicional a U-Know Yunho y Max Changmin, quienes continúan activos como TVXQ, y para evitar causar más problemas innecesarios.

#### Han Geng
El 21 de diciembre del 2009, cinco meses luego de que Jaejoong, Yoochun y Junsu demandaran a S.M. y mientras la disputa se llevaba a cabo, Han Geng, el único integrante Chino de Super Junior, también demandó a S.M. por razones similares, alegando distribución poco justa de las ganancias del grupo y el haber firmado un contrato abusivo de 13 años de duración que favorecía de la agencia y el cual no se le permitía revisar o terminar. Los amigos de Han Geng y su mánager en ese tiempo Sun Le también entregaron sus testimonios citando violación por parte de S.M. Entertainment a los derechos de Han Geng, lo que luego se filtró en internet. Los testimonios mencionaban que S.M. había discriminado a Han Geng de manera financiera así como también en términos de manejo del artista.
El 27 de septiembre del 2011, la salida de Han Geng de Super Junior fue oficializada y los representantes legales de Han Geng y S.M. dieron a conocer un comunicado diciendo que «Han Geng y S.M. Entertainment han amigablemente llegado a mutuo acuerdo, y que la demanda llegó a su fin luego de que Han Geng enviara su Notificación de Retiro de Demanda».

#### Kris Wu
El 15 de mayo de 2014, Kris Wu, un integrante chino-canadiense de EXO, presentó una demanda para rescindir su contrato con S.M., según lo informado por primera vez por el portal de noticias chino Sina. Fue representado por Cho Bum-suk, el mismo abogado que manejó el caso de Han Geng. Kris, cuyo verdadero nombre es Wu Yifan, fue citado diciendo: «La compañía me ha tratado como una máquina o un objeto controlable en lugar de tratarme como un artista». Se fue del grupo el mismo mes en que la demanda se hizo pública, mientras que el resto del grupo continuó promocionando el sencillo «Overdose». El 21 de julio de 2016, Kris, oficialmente se separó de EXO, sin embargo, el contrato con S.M. es válido hasta 2022.

#### Jessica Jung
El 29 de septiembre del 2014, la integrante de Girls' Generation, Jessica Jung escribió en un post de Weibo que había sido forzada a dejar el grupo: «Estaba feliz por los próximos eventos con fans y sorpresivamente fui informada por mi agencia y otras personas que desde hoy ya no soy una integrante (de Girl's Generation). Estoy devastada, mi prioridad y amor siempre fue servir como una integrante de GG, pero por alguna razón injustificada estoy siendo forzada a irme.»
El día siguiente, Jessica dio a conocer un comunicado clamando que en agosto del 2014 su agencia y compañeras de grupo habían aceptado de buena manera su incursión en el negocio de la moda, Blanc and Eclare, pero desde septiembre, habían cambiado de opinión, y ella fue forzada a elegir entre terminar su negocio o cesar las promociones como integrante de Girls' Generation. Ella alegó haber recibido el día anterior una notificación pidiéndole abandonar el grupo.
De acuerdo a S.M., Jessica había informado que a principios de primavera dejaría el grupo luego de un último álbum, pero antes de que algún acuerdo fuera alcanzado ella había iniciado su negocio independiente, lo que causó problemas en la agenda del grupo. La compañía dio a conocer la noticia que el grupo continuaría con ocho integrantes, mientras que S.M. aún manejaría la agenda individual de Jessica. Luego de la noticia, las acciones de la compañía disminuyeron, haciendo que S.M. perdiera un total de 69 billones de wones (aproximadamente 65 millones de dólares).
El 6 de agosto del 2015, Jessica y S.M. Entertainment alcanzaron un acuerdo para terminar su contrato, al cual Jessica se refirió diciendo: «Este comunicado es para confirmar que S.M. Entertainment y yo oficialmente hemos decidido ir por caminos diferentes. Atesoraré todos los años que pasamos juntos y le deseo lo mejor a S.M en todo.»

#### Luhan
El 10 de octubre de 2014, Luhan fue el segundo miembro chino de EXO en demandar a la empresa para anular su contrato con S.M. y dejando el grupo, solo cuatro meses después de Kris. Su demanda clamaba que S.M. había favorecido la división coreana, EXO-K, sobre la división china, EXO-M. Dentro de los 15 minutos de anuncio, las acciones de la compañía bajaron. El 21 de julio de 2016, Lu Han, oficialmente se separó de EXO, sin embargo, el contrato con S.M. es válido hasta 2022.

#### No Min-woo
En abril de 2015, No Min-woo, un antiguo integrante de TRAX, firmó una demanda contra S.M. por retenerlo a un contrato ilegal de diecisiete años. Min-woo alegó que S.M. había interferido con su carrera luego de que él había dejado la compañía, y exigió 100 millones de wones por los daños causados. No Min-woo perdió una demanda contra S.M. Entertainment el 21 de julio de 2016.

#### Tao
El 24 de agosto de 2015, Tao fue el tercer miembro chino de EXO en presentar una demanda contra S.M. y abandonar el grupo, representado por el mismo equipo legal que representó a los exmiembros Kris y Luhan. El 5 de enero de 2016, S.M. Entertainment ganó una de sus demandas contra Tao siguiendo el fallo del Tribunal Popular Intermedio en Qingdao, Shandong, en China. La agencia demandó a Tao por su incumplimiento en el pago de la compañía después de su partida. Lanzaron una declaración oficial que decía que: «S.M. tiene demandas en curso contra los miembros de EXO, Wu Yifan (Kris), Luhan y Tao por violar sus contratos exclusivos y participar en promociones ilegales en China. Entre estas demandas, S.M. entabló una demanda contra Tao por no cumplir con sus obligaciones, reembolsar a S.M. el 13 de octubre de 2015. Un tribunal intermedio en Qingdao, China, emitió el veredicto de que Tao reembolsará S.M. Entertainment, así como el interés por el pago retrasado.»

### Boicot a los Mnet Asian Music Awards de 2009
El 21 de noviembre de 2009, S.M. Entertainment boicoteó el evento Mnet Asian Music Awards, clamando reservas sobre los estándares de justicia y criterio usados en la selección de los ganadores de premios de Mnet. La compañía específicamente citó a Girls' Generation, quienes habían llegado a lo más alto de los ranking musicales por nueve semanas consecutivas y habían ganado varios premios con «Genie», pero nunca habían ganado en el programa musical de M! Countdown de Mnet, y solo habían aparecido en sus listas un mes luego del lanzamiento del álbum. S.M. también mencionó el hecho de que los votantes tenían que pagar un pequeño monto, diciendo que ellos «no querían ver a los fans sufrir ningún daño en una votación que tenía intenciones comerciales.»

### Controversia del vídeo musical de Red Velvet
En agosto del 2014, luego del lanzamiento del vídeo musical de Red Velvet, «Happiness», medios japoneses reportaron que imágenes con referencia a los bombardeos de Hiroshima y Nagasaki, así como los ataques del 11 de septiembre, podían ser apreciadas en el vídeo. S.M. Entertainment respondió a los reportes diciendo que «luego de preguntarle al director, encontramos que él simplemente usó una imagen collage, y que no había ninguna intención oculta.» El representante agregó: «Como S.M. no fue capaz de percatarse antes, removeremos el material que causó el malentendido tan pronto como sea posible. Nos aseguraremos que esto no ocurra en el futuro.» S.M. luego subió una nueva versión del vídeo musical sin las controversiales imágenes.

## Producciones Filmográficas
- Attack on the Pin-Up Boys (2007).
- Heading to the Ground (2009).
- Paradise Ranch (2011).
- I AM. (2012).
- To The Beautiful You (2012).
- Prime Minister and I (2013).
- Miss Korea (2013 - 2014).
- Mimi (2014).
- Make Your Move (2014).
- Exo Next Door (2015).

## Asociados
Hasta junio de 2014:
- Avex
- EMI Records Japan (Girls' Generation, J-Min, SHINee)
- J Storm
- Kraze Burger (Solo Japón)
- YinYueTai
- Kakao Inc
- 9tunEs Entertainment

### Empresas distribuidoras
| Corea del Sur - Seorabul Records (1995–1998) - Synnara Records (1998-2003) - IKPop Co., Ltd. (2003–2008) - Self-distributed (2008–2011) - KMP Holdings (2011–2013) - KT Music (2013–presente) Japón - Avex Group (para BoA, Tohoshinki, Super Junior, f(x), Exo) (2000–presente) - VAP (1998–2000) (S.E.S) - Universal Music (para Girls' Generation, J-Min, SHINee) (2010–presente) EMI Music Japan (SHINee) (2011–2013) (emigró a Universal Music) Taiwán - Avex Taiwan - Universal Music (Girls' Generation) (2010–presente) Malasia/Singapúr - Universal Music - Warner Music (lanzamientos japoneses de SHINee) (2010–2013) (con licencia de EMI Music Malaysia) | Indonesia - Indo Semar Sakti - Universal Music (Girls' Generation, lanzamientos japoneses de SHINee) - Warner Music (SHINee) (2012–2013) (con licencia de EMI Music) Filipinas - Universal Records (con licencia de Avex Group) (hasta 2014) - MCA Music (Girls' Generation, lanzamientos japoneses de SHINee) (2010–presente) - PolyEast Records (lanzamientos japoneses de SHINee) (2010–2013) Tailandia - GMM Grammy (con licencia de Avex Group) (hasta 2011) - SM True (2011–presente) China y Hong Kong - Sky Music - Avex Hong Kong - Media Asia Music (Super Junior) (2012–presente) - Universal Music (Girls' Generation, lanzamientos japoneses de SHINee) (2010–presente) - Warner Music (lanzamientos japoneses de SHINee) (2010–2013) (con licencia de EMI Music) |